# Чащавита
Чащави́та — посёлок в Свердловской области России, входит в состав ЗАТО городской округ город Лесной.

## География
Посёлок Чащавита расположен в 9 километрах (по автотрассе — в 11 километрах) к северу от города Лесного, на левом берегу реки Выи — левого притока реки Туры, и в 2 километрах от поселка Ёлкино.

## История
Посёлок Чащавита был основан в 1950-х как подсобное хозяйство отдела рабочего снабжения оборонного завода № 814 (Свердловск-45). Вплоть до 1990-х годов здесь располагался пионерский лагерь «Теремок». 

## Население
| 2002 | 2010 |
| ---- | ---- |
| 0    | ↗634 |